# Bucculatrix loxoptila
Bucculatrix loxoptila är en fjärilsart som beskrevs av Edward Meyrick 1914. Bucculatrix loxoptila ingår i släktet Bucculatrix och familjen kronmalar. Inga underarter finns listade i Catalogue of Life.